# 정은배
정은배(鄭殷培, 1962년 10월 19일 ~ )는 KBO 리그의 투수이며 데뷔 첫 해 선발로만 7승을 올렸으나 입단 2년 째인 1986년에는 팀 사정 탓인지  4월 말까지 23경기 중 10경기에서 661구를 던져야 했고 결국 2승(모두 구원)으로 마감했으며 그 이후에는 방위복무 등 여러 가지 사정 때문에 이렇다할 활약을 보이지 못했다.
게다가, 1992년 입단한 정민태에게 20번을 넘겨준 뒤 18번으로 변경했으나 6월 24일 웨이버 공시되어  은퇴했다.

## 출신학교
- 상인천중학교
- 인천고등학교
- 경희대학교